# سی‌دی پراجکت
سی‌دی پراجکت اس.ای. (به انگلیسی: CD Projekt) (Polish: [ˌt͡sɛˈdɛ ˈprɔjɛkt]) ناشر و توسعه‌دهنده بازی ویدئویی لهستانی است که توسط مارچین ایوینسکی و میخاو کیچینسکی در مه ۱۹۹۴ در ورشو بنیان‌گذاری شد. ایوینسکی و کیچینسکی پیش از بنیان‌گذاری شرکت، خرده‌فروشان بازی ویدئویی بودند که در ابتدا نقش پخش کردن بازی‌های خارجی در بازار محلی را داشتند. بخشی که مسئول توسعه‌دادن بازی‌هاست، سی‌دی پراجکت رد نام دارد و در سال ۲۰۰۲ ایجاد شد و برای سری ویچر شناخته می‌شود. در سال ۲۰۰۸، سی‌دی پراجکت سرویس پخش بازی دیجیتال خود به نام گاگ.کام را ایجاد کرد.
این شرکت ابتدا کار خود را با برگرداندن عرضه‌های بزرگ بازی ویدئویی به زبان لهستانی آغاز کرد و با اینترپلی انترتینمنت برای دو بازی از سری بالدورز گیت همکاری کرد. سی‌دی پراجکت در حال کار بر روی نسخهٔ رایانه‌ای بالدورز گیت: اتحاد تاریک بود که اینترپلی تحت مشکلات مالی قرار گرفت. بازی لغو شد و شرکت سی‌دی پراجکت تصمیم گرفت از کد برای بازی‌های خودشان استفاده کنند که منجر به بازی ویچر شد، یک بازی ویدئویی اقتباس‌شده از رمانی به همین نام به نویسندگی آندژی ساپکوفسکی.
پس از عرضهٔ ویچر، سی‌دی پراجکت تصمیم گرفت همین بازی را با نام ویچر: قیام گرگ سفید برای کنسول‌ها بسازد، اما مشکلات توسعه و افزایش هزینه‌ها شرکت را به مرز ورشکستگی کشاند. سی‌دی پراجکت سپس ویچر ۲: قاتلین پادشاهان را در سال ۲۰۱۱ و ویچر ۳: وایلد هانت را در سال ۲۰۱۵ منتشر کرد که جوایز «بازی سال» سرشماری کسب کرد. در سال ۲۰۲۰، سی‌دی پراجکت بازی سایبرپانک ۲۰۷۷ را منتشر کرد، یک بازی نقش‌آفرینی اقتباس‌شده از بازی رومیزی سایبرپانک.
یک سرویس پخش بازی به نام گاگ.کام توسط سی‌دی پراجکت ایجاد شد تا به بازیکنان در پیدا کردن بازی‌های قدیمی کمک کند. هدف این سرویس دادن بازی‌ها به بازیکنان بدون مدیریت حقوق دیجیتال (DRM) است و سپس این سرویس بازی‌های تریپل ای و مستقل را نیز پوشش داد.
جدیدترین ساخته این استودیو، ویچر ۴ در دسامبر ۲۰۲۴ در مراسم گیم آواردز ۲۰۲۴ معرفی شد.

## تاریخچه

### بنیان‌گذاری

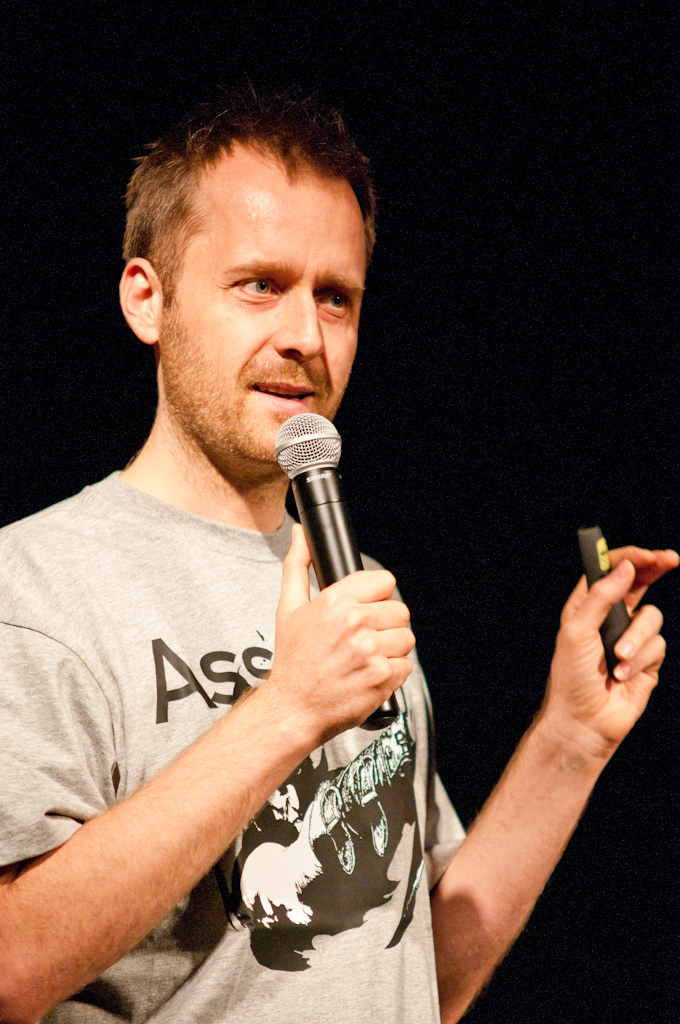
بنیان‌گذار مشترک سی‌دی پراجکت مارچین ایوینسکی در ۲۰۱۱

لوگوی پیشین استودیو تا سال ۲۰۱۴

سی‌دی پراجکت در مه ۱۹۹۴ توسط مارچین ایوینسکی و میخاو کیچینسکی بنیان‌گذاری شد. به گفتهٔ ایوینسکی، اگرچه او از تجربهٔ بازی‌های ویدئویی لذت می‌بُرد، اما این بازی‌ها در لهستانی کمونیستی آن زمان کمیاب بودند. مارچین ایوینسکی در دوران دبیرستان نسخه‌های کرک‌شده از بازی‌های غربی را در فروشگاهی در ورشو می‌فروخت. ایوینسکی و کیچینسکی در دبیرستان با یکدیگر آشنا شدند و شریک شدند. در آن زمان کیچینسکی نیز بازی ویدئویی می‌فروخت.
ایوینسکی و کیچینسکی که می‌خواستند کسب‌وکار خود را قانونی انجام دهند، وارد کردن بازی‌های ویدئویی از خرده‌فروشان آمریکایی را آغاز کردند و نخستین واردکنندگان بازی‌های سی‌دی-رام در لهستان بودند. پس از اینکه لهستان در ابتدای دهه ۹۰ به یک اقتصاد بازارمحور تبدیل شد، آن‌ها شرکت خود را بازگشایی نمودند. ایوینسکی و کیچینسکی در نیمهٔ دوم ۱۹۹۴ سی‌دی پراجکت را بنیان‌گذاری کردند. آن‌ها تنها با داشتن ۲٬۰۰۰ دلار، از آپارتمان یکی از دوستانشان به عنوان یک دفتر کار بدون اجاره استفاده کردند.

### محلی‌سازی
زمانی که سی‌دی پراجکت بنیان‌گذاری شد، بزرگ‌ترین چالش آن‌ها غلبه بر نقض حق تکثیر در صنعت بازی‌های ویدئویی بود. این شرکت یکی از نخستین‌ها در نوع خودش در لهستان بود که بازی‌ها را محلی‌سازی کند. بنا به گفتهٔ ایوینسکی، آن‌ها بیشتر محصولاتشان را به «مغازه‌های خانوادگی» می‌فروختند. سی‌دی پراجکت محلی‌سازی جزئی را برای توسعه‌دهندگانی مانند سون استارز و لریکس-لانگ‌سافت در ۱۹۹۶ آغاز کردند و محلی‌سازی کلی را سال بعد. بنا به گفتهٔ ایوینسکی، یکی از موفق‌ترین عنوان‌های محلی‌سازی‌شدهٔ آن‌ها ایس ونتورا بود. در حالی که محلی‌سازی‌های پیشین تنها صدها نسخه فروخته بودند، ایس ونتورا هزاران نسخه فروخت و موفقیت رویکرد بومی‌سازی آنها را ثابت کرد. هنگامی که روش‌های آن‌ها تأیید شد، سی‌دی پراجکت برای محلی‌سازی لهستانی بالدورز گیت به شرکت‌هایی مانند بایوور و اینترپلی انترتینمنت نزدیک شد. آن‌ها انتظار داشتند این بازی در لهستان محبوب شود و احساس کردند هیچ خرده‌فروش دیگری نمی‌تواند متن را از انگلیسی به لهستانی ترجمه کند. برای افزایش محبوبیت بازی در لهستان، سی‌دی پراجکت به بسته‌بندی بازی اقلامی افزودند و صداگذاران لهستانی شناخته‌شده را برای صداگذاری شخصیت‌ها بکارگماشت. تلاش نخست موفقیت‌آمیز بود و در روز عرضهٔ بازی ۱۸٬۰۰۰ نسخه عرضه شدند که از شمار عرضه‌های آن زمان بیشتر بود.
پس از عرضهٔ بالدورز گیت، شرکت همکاری خود را با اینترپلی ادامه داد و بر انتقال بازی بالدورز گیت: اتحاد تاریک به رایانه‌های شخصی همکاری کرد. برای انتقال، سی‌دی پراجکت سباستین ژیلینسکی (که پیش‌تر مورتیر را توسعه داده بود) و آدام بادوسکی را استخدام کرد. شش ماه پس از آغاز توسعه، اینترپلی با مشکلات مالی مواجه شد و انتقال بازی برای رایانه‌های شخصی را لغو کرد. سی‌دی پراجکت به محلی‌سازی بازی‌های دیگر پس از لغو شدن اتحاد تاریک ادامه داد و جوایز بیزینس گزت را در سال‌های ۲۰۰۳ و ۲۰۰۴ دریافت کرد.

### سی‌دی پراجکت رد

لوگو از مه ۲۰۱۴

ذوق و شوق برای پخش بازی پس از لغو شدن اتحاد تاریک فرو ریخت و بنیان‌گذاران سی‌دی پراجکت به این فکر بودند که آیا شرکت به عنوان یک پخش‌کننده ادامه دهد یا به توسعه بازی‌ها نیز بپردازد. با لغو شدن بازی و در دسترس بودن کد بازی در دست سی‌دی پراجکت، شرکت قصد داشت با استفاده از آن نخستین بازی اصلی خود را توسعه دهند. آن‌ها قصد داشتند یک سری بازی بر پایهٔ رمان‌های ویچر به نویسندگی آندژی ساپکوفسکی (که در لهستان پرطرفدار بودند) بسازند و نویسنده نیز پیشنهاد سی‌دی پراجکت را پذیرفت. حقوق فرنچایز در سال ۱۹۹۷ به متروپلیس سافتور فروخته شده بود و یک نسخهٔ قابل‌بازی از بخش نخست ساخته شده بود اما رها شد. سی‌دی پراجکت حقوق فرنچایز ویچر را در سال ۲۰۰۲ به دست آورد. به گفتهٔ ایوینسکی، در آن زمان آن‌ها هیچ ایده‌ای نداشتند که چگونه یک بازی بسازند.
برای توسعهٔ بازی، شرکت یک استودیوی بازی‌سازی به نام سی‌دی پراجکت رد در سال ۲۰۰۲ در شهر ووچ به رهبری سباستین ژیلینسکی بازگشایی نمود. استودیو یک بازی نمایشی ساخت که آدام بادوسکی در نگاه به گذشته آن را «یک تکه آشغال» خواند. نمونه یک بازی نقش‌آفرینی با چشم‌انداز بالا به پایین بود، مانند بازی‌های همچون اتحاد تاریک و دیابلو و از موتور بازی که در ساخت مورتیر استفاده شده بود بهره گرفتند. ایوینسکی و کیچینسکی بدون موفقیت نسخهٔ آزمایشی را به‌شماری از ناشران نشان دادند. استودیوی ووچ بسته شد و تمامی کارمندان به جز ژیلینسکی به مرکز در ورشو آمدند.
ژیلینسکی شرکت را ترک کرد و کیچینسکی پروژه را رهبری کرد. هرچند که توسعهٔ بازی ادامه یافت، نسخه آزمایشی رها شد. به گفتهٔ سی‌دی پراجکت، تیم توسعه ایده‌های گوناگونی برای بازی داشتند و فاقد جهت کلی بودند؛ بنابراین در سال ۲۰۰۳ به کل دوباره آغاز کردند. تیم، که با توسعهٔ بازی آشنا نبود، نزدیک به دو سال صرف سازماندهی تولید کرد. آنها از بایوور کمک دریافت کردند، که با ارائه فضا به سی‌دی پراجکت در غرفه خود در کنار امپراتوری جید به ترویج بازی در نمایشگاه سرگرمی الکترونیکی ۲۰۰۴ کمک کرد. بایوور همچنین مجوز استفاده از موتور بازی آرورا را به شرکت داد.
بودجه بازی فراتر از حد انتظار بود. تیم توسعه که در اصل شامل ۱۵ نفر بود به بهای ۲۰ میلیون زلوتی به ۱۰۰ نفر رسید. به گفته ایوینسکی، محتوا به دلایل بودجه از بازی حذف شد اما شخصیت‌ها حفظ شدند. با این حال، در ترجمه متن لهستانی بازی به انگلیسی مشکل وجود داشت. آتاری در انتشار بازی موافقت کرد. پس از پنج سال توسعه، بازی فرنچایز ویچر را به مخاطبان بین‌المللی کشاند. ویچر در سال ۲۰۰۷ منتشر شد و واکنش‌های عمدتاً مثبتی دریافت کرد.
فروش بازی رضایت‌بخش بود و توسعهٔ دنباله تقریباً بلافاصله پس از انتشار ویچر آغاز شد. تیم کار طراحی برای بازی ویچر ۲: قاتلین پادشاهان را آغاز کرد و با کنسول‌ها برای توسعه موتور جدید برای ویچر ۳ آزمایش‌هایی انجام دادند. زمانی که تیم کار ویچر: قیام گرگ سفید، نسخهٔ کنسولی ویچر را آغاز کرد، توسعه دو بازی دیگر متوقف شد. اگرچه آن‌ها با استودیوی فرانسوی وایداسکرین گیمز برای انتقال بازی به کنسول‌ها همکاری کردند، وارد برزخ توسعه شد. وایداسکرین درخواست نیروی کار، پول و زمان بیشتر برای توسعهٔ عنوان کرد و از پول نگرفتن گله کردند؛ به گفتهٔ ایوینسکی، سی‌دی پراجکت بیشتر از کارمندان خود به آن‌ها پول داد. تیم این پروژه را لغو کرد و توسعه آن نیز موقوف شد. آتاری که از این تصمیم گله‌مند بود، از سی‌دی پراجکت درخواست بازپرداخت برای فراهم کردن منابع مالی انتقال ویچر به کنسول‌ها کرد. ایوینسکی موافقت کرد که آتاری ناشر دنبالهٔ ویچر ۲ در آمریکای شمالی باشد. سی‌دی پراجکت در سال ۲۰۰۸ متروپلیس سافتور را به دست آورد.
اختلاف بر سر قیام گرگ سفید هزینه‌بر بود؛ شرکت تقریباً به مرز ورشکستگی کشیده شد. بحران مالی ۲۰۰۸–۲۰۰۷ نیز یک عامل دیگر بود. برای سر پا نگه داشتن خود، تیم تصمیم گرفت بر ویچر ۲ و موتور ویچر ۳ تمرکز کند. هنگامی که موتور (که به عنوان ردانجین شناخته می‌شود) ساخته شد، بازی می‌تواند برای کنسول‌ها نیز ساخته شود. برای توسعهٔ ویچر ۲، شرکت توسعهٔ بازی تیراندازی اول شخص استودیوی متروپلیس به نام دی را متوقف کرد. پس از سه و نیم سال توسعه، ویچر ۲: قاتلین پادشاهان در سال ۲۰۱۱ منتشر شد و با ستایش از سوی منتقدان مواجه شد و بیش از ۱٬۷ میلیون نسخه فروخت.
پس از ویچر ۲، سی‌دی پراجکت قصد داشت یک بازی جهان باز با کیفیت مشابه دیگر بازی‌ها بسازد و شرکت ویژگی‌هایی به آن می‌افزود که منتقدان آن را مشابه ویچر ۲ نخوانند. آن‌ها می‌خواستند چارچوب گرافیک بازی را گسترش بدهند و بازی را تنها برای رایانه‌های شخصی و کنسول‌های نسل هشتم منتشر کنند. این باعث بحث و گمان‌هایی در تیم شد، برخی می‌خواستند برای رسیدن به حداکثر سود بازی را برای کنسول‌های قدیمی‌تر نیز منتشر کنند. توسعهٔ ویچر ۳: وایلد هانت سه سال و نیم طول کشید و ۸۱ میلیون دلار هزینه داشت. گزارشی مدعی شد که توسعه‌دهندگان مجبور بودند برای یک سال کرانچ کنند تا به مهلت‌های انتشار برسند. پس از چندین تأخیر، بازی سرانجام در مه ۲۰۱۵ منتشر شد و با ستایش منتقدان روبرو شد. وایلد هانت از دیدگاه تجاری موفق بود، در شش هفتهٔ نخست عرضه شش میلیون نسخه فروخت و در نیمهٔ نخست ۲۰۱۵ به استودیو ۲۳۶ میلیون زلوتی (۶۲٬۵ میلیون دلار) سود رساند. تیم ۱۶ محتوای قابل دانلود رایگان و دو بستهٔ گسترشی پولی به نام‌های قلب‌های سنگی و ویچر ۳: وایلد هانت – خون و شراب برای بازی منتشر کرد. تیم تصمیم گرفت که وایلد هانت آخرین بازی در سری ویچر باشد که گرالت در آن حضور دارد. دربارهٔ آیندهٔ سری ویچر، کنراد توماشکویچ، کارگردان بازی ویچر ۳، در مه ۲۰۱۶ اظهار داشت که امیدوار بود در آینده بتواند با این سری کار کند اما در آن زمان چیزی در برنامه نبود. تا تاریخ آوریل ۲۰۲۲، ویچر ۳ بیش از ۴۰ میلیون نسخه فروخته است. یک بازی فرعی از مجموعه، گوئنت: بازی کارتی ویچر، بر پایهٔ یک بازی کارتی در ویچر ۳ در سال ۲۰۱۸ منتشر شد. همچنین، یک بازی نقش‌آفرینی تک‌نفره با محوریت گوئنت، به نام سلطنت‌شکن: افسانه ویچر در اکتبر ۲۰۱۸ منتشر شد.
موفقیت ویچر ۳ اجازه داد سی‌دی پراجکت گسترش پیدا کند. در مارس ۲۰۱۶، شرکت اعلام کرد در حال توسعهٔ یک بازی نقش‌آفرینی دیگر هستند و قرار است بین سال ۲۰۱۷ تا ۲۰۲۱ منتشر شود. آن‌ها همچنین برای گسترش برنامه‌هایی داشتند و قرار بود بخش رد دو برابر گسترش یابد. در مارس ۲۰۱۸، اعلام شد که یک استودیوی جدید در وروتسواف بازگشایی خواهد شد. این استودیو که از یک استودیوی دیگر به نام استرنج نیو ثینگز به دست آمد، توسط مدیرعامل پیشین تکلند پاول زاودنی رهبری می‌شود و اعضای آن شامل اعضای پیشین تکلند، آی‌او اینتراکتیو و سی‌دی پراجکت رد می‌شود. در اوت ۲۰۱۸، سی‌دی پراجکت سوپوکو را بنیان‌گذاری کرد، یک استودیو که تمرکز آن بر بازی‌های موبایل است. موفقیت ویچر ۳ و همچنین سیاست‌های مشتری‌پسند سی‌دی پراجکت در آن زمان، باعث شد در جامعهٔ بازی ویدئویی میان مخاطبان خوش‌نیتی زیادی پیدا کند. هرچند، شرایط کاری استودیو پس از اینکه کارمندان ناراضی به صفحهٔ سی‌دی پراجکت در گلسدور با بازبینی‌های منفی حمله کردند زیر سؤال رفت. ایوینسکی جلوتر با گفتن اینکه رویکرد استودیو در ساخت بازی‌ها «مناسب هر کسی نیست» پاسخ داد.
به دنبال عرضهٔ موفقیت‌آمیز ویچر ۳، عنوان بعدی استودیو، سایبرپانک ۲۰۷۷، یکی از موردانتظارترین بازی‌های تاریخ شد. این یک بازی نقش‌آفرینی جهان باز بر پایه بازی رومیزی سایبرپانک است که توسط مایک پاندسمیت ساخته شد. بازی در ابتدا در مه ۲۰۱۲ معرفی شده بود. هیجان انتظار بازی در کنار انتشار سریال ویچر در نتفلیکس، باعث شد سی‌دی پراجکت با جلو زدن از یوبی‌سافت در مه ۲۰۲۰ باارزش‌ترین شرکت بازی ویدئویی در اروپا شود. بازی چندین تأخیر تجربه کرد و تیم استرس این را داشتند که تا زمانی که بازی آماده نشود آن را منتشر نکنند. در حالی که مدیریت استودیو یک «کرانچ غیر اجباری» داشت تا توسعهٔ بازی‌ها بر زندگی کارمندان تأثیر نگذارد، مدیریت قول و قرار خود را شکاند و تمام توسعه‌دهندگان را مجبور کرد شش روز در هفته کار کنند. بازی در دسامبر ۲۰۲۰ منتشر شد. نسخهٔ رایانه‌های شخصی انتقادات مثبت کلی گرفت و یکی از بزرگ‌ترین انتشارهای بازی ویدئویی برای رایانه‌های شخصی شد. هزینه توسعه تنها با پولی که از پیش‌خرید به دست آمده بود جبران شد. هرچند، نسخه‌های کنسولی سرشار از مشکلات فنی و باگ‌های نرم‌افزاری بودند و برخی بازیکنان مدعی بودند این نسخه‌ها غیرقابل بازی است. استودیو به این متهم شد که وضعیت نامرغوب نسخه‌های کنسولی را از مخاطبان پنهان کرده بود. در ۱۸ دسامبر ۲۰۲۰ بازی از فروشگاه پلی‌استیشن حذف شد. کیچینسکی اذعان کرد که رویکرد شرکت برای بازاریابی نسخه‌های کنسول، اعتماد بازیکنان را به استودیو از بین برد و قول داد بروزرسانی‌هایی برای رفع مشکلات عرضه کند.
در اوایل فوریه ۲۰۲۱، سی‌دی پراجکت رد قربانی یک حملهٔ باج‌افزاری شد و حمله‌کنندگان توانستند کد منبع برخی بازی‌ها مانند گوئنت: بازی کارتی ویچر و سایبرپانک ۲۰۷۷ و پرونده‌های اداری را به دست بیاورند. حمله‌کنندگان از سی‌دی پراجکت رد خواستند تنها در چند روز پول زیادی به آن‌ها بپردازند وگرنه پرونده‌ها و کدهای دزدیده شده را یا لو خواهند داد یا فروخت. سی‌دی پراجکت از مذاکره به حمله‌کنندگان اجتناب کرد و اظهار داشت «ما تسلیم خواسته‌ها نمی‌شویم و با بازیگر مذاکره نمی‌کنیم»، با تأیید اینکه هیچ اطلاعات شخصی در این حمله به دست نیامده است و آنها در حال همکاری با مجریان قانون برای ردیابی مهاجمان هستند. تحلیلگران امنیتی در دارک وب دیدند که کد برای حداقل ۱ میلیون دلار به حراج گذاشته شده است و بعدها که حمله‌کنندگان گفتند پیشنهادی راضی‌کننده دریافت کردند بسته شد. پس از یک هفته از این حراج، کد به صورت آنلاین در شبکه‌های اجتماعی به اشتراک گذاشته می‌شد و سی‌دی پراجکت رد با استفاده از قانون کپی‌رایت هزاره دیجیتال هر اشاره‌ای به کد را حذف می‌کرد.

#### ردانجین
ردانجین یک موتور بازی توسعه‌یافته توسط سی‌دی پراجکت رد ویژهٔ بازی‌های ویدئویی نقش‌آفرینی غیرخطی است. این موتور جایگزین موتور آرورا است که سی‌دی پراجکت پیش‌تر مجوز آن را از بایوور برای توسعهٔ ویچر گرفته بود.
ردانجین نرم‌افزار چندسکویی ۳۲-بیت و ۶۴-بیت است و بر روی مایکروسافت ویندوز اجرا می‌شود. ردانجین نخستین بار در ویچر ۲: قاتلین پادشاهان برای مایکروسافت ویندوز به کار برده شد. ردانجین ۲، یک نسخهٔ بروزرسانی‌شدهٔ ردانجین، در ویچر ۲ به کار برده شد و همچنین برروی اکس‌باکس ۳۶۰ و مک‌اواس و لینوکس نیز اجرا می‌شد، هرچند این انتقال‌ها با استفاده از لایه سازگاری مشابه واین به نام ای‌آن انجام می‌شد. ردانجین ۳ ویژهٔ سکوی نرم‌افزاری ۶۴-بیتی ساخته شد و همچنین برروی پلی‌استیشن ۴، اکس‌باکس وان و نینتندو سوئیچ اجرا می‌شود.
ردانجین ۲ از میان‌افزارهایی چون هاوک برای فیزیک، اسکیلفرم جی‌اف‌اکس برای رابط کاربری و افماد برای صدا استفاده کرد. از این موتور برای انتقال ویچر ۲ به اکس‌باکس ۳۶۰ بهره‌برداری شد.
ردانجین ۳ به‌ویژه برای پلتفرم‌های نرم‌افزاری ۶۴ بیتی به کار برده شد. سی‌دی پراجکت رد به منظور ایجاد فضاهای جهان باز مانند ویچر ۳: وایلد هانت این موتور را درست کرد. این موتور پویانمایی‌های چهره‌ها و دیگر پویانمایی‌های رایانه‌ای را بهبود بخشید. همچنین جلوه‌های تندر و آذرخش دیگر نسبت کنتراست کاهش‌یافته ندارند. ردانجین ۳ همچنین از جلوه‌های حجمی پشتیبانی می‌کند که امکان ارائهٔ پیشرفتهٔ ابرها، مه، بخار، دود و سایر جلوه‌های ذرات را فراهم می‌کند. ردانجین ۳ یک رندرینگ تهیه‌شده برای سایه‌زنی تأخیریافته پایپ‌لاین گرافیکِ «forward+» و دیگر جلوه‌ها دارد. نتیجهٔ آن مجموعهٔ گسترده‌ای از جلوه‌های سینمایی است، مانند عمق میدان بوکه و شعله عدسی مرتبط با نور چندگانه.
بازیِ سایبرپانک ۲۰۷۷ از موتور ردانجین ۴ بهره برد که از نورپردازی سراسری رهگیری پرتو و دیگر جلوه‌ها پشتیبانی می‌کرد. در مارس ۲۰۲۲، سی‌دی پراجکت همکاری خود را با اپیک گیمز اعلام کرد که منجر شد سی‌دی پراجکت ردانجین را کنار بگذارد و از موتور آنریل انجین استفاده کند.

#### پخش بازی

در سال ۲۰۰۸، شرکت سی‌دی پراجکت گاگ.کام را معرفی کرد که یک سرویس پخش با راهبرد مدیریت حقوق دیجیتال رایگان است. این سرویس قصد دارد به بازیکنان کمک کند تا «بازی‌های خوب قدیمی» را پیدا کنند و از بازی‌های قدیمی نیز نگهداری کنند. برای انجام این کار، تیم مجبور شد مسائل مربوط به مجوز برای توسعه‌دهندگان از بین رفته را حل کند یا با توسعه‌دهندگان بر سر حقوق پخش مذاکره کند. برای بازیابی کد و تبدیل آن‌ها برای پلتفرم‌های نو، مجبور شدند از نسخه‌های خرده‌فروشی یا دست‌دوم استفاده کنند. سی‌دی پراجکت با توسعه‌دهندگان کوچک و ناشران بزرگ همچون اکتیویژن، الکترونیک آرتس و یوبی‌سافت همکاری کرد تا نمونه کارهای سرویس گاگ را از بازی‌های مستقل تا بازی‌های تریپل ای گسترش دهد.
با وجود شک‌هایی مبنی بر اینکه گاگ یک «پروژهٔ شکست‌خورده» است، مدیر عامل گیلامه لامبورگ ادعا کرد از زمان معرفی آن گسترش یافته است. به راستی، در ژوئن ۲۰۱۵ گاگ.کام ۶۹۰٬۰۰۰ نسخه از ویچر ۳: وایلد هانت را در سرویس خود فروخته است و از دومین سرویس پخش بازی ویدئویی، استیم (حدود ۵۸۰٬۰۰۰ نسخه) و تمام دیگر سرویس‌های پخش بازی ویدئویی ترکیب‌شده با هم بیشتر بود. تا ۸ ژوئیه ۲۰۱۹، هر سومین پیش‌خرید دیجیتال سایبرپانک ۲۰۷۷ در فروشگاه گاگ.کام بود.

## بازی‌ها
| سال     | عنوان                            | سکوها                                                                                      | یادداشت‌ها                                               |
| ------- | -------------------------------- | ------------------------------------------------------------------------------------------ | ------------------------------------------------------- |
| ۲۰۰۷    | ویچر                             | ویندوز، مک‌اواس                                                                             | نسخه بهبودیافته در سال ۲۰۰۸ منتشر شد                    |
| ۲۰۱۱    | ویچر ۲: قاتلین پادشاهان          | ویندوز، مک‌اواس، لینوکس، اکس‌باکس ۳۶۰                                                        | نسخه بهبودیافته در سال ۲۰۱۲ منتشر شد                    |
| ۲۰۱۴    | بازی ماجرایی ویچر                | ویندوز، مک‌اواس، آی‌اواس، اندروید                                                            |                                                         |
| ۲۰۱۵    | عرصه نبرد ویچر                   | آی‌اواس، اندروید                                                                            |                                                         |
| ۲۰۱۵    | ویچر ۳: وایلد هانت               | ویندوز، پلی‌استیشن ۴، پلی‌استیشن ۵، اکس‌باکس وان، اکس‌باکس سری اکس/اس                          |                                                         |
| ۲۰۱۵    | ویچر ۳: وایلد هانت – قلب‌های سنگی | ویندوز، پلی‌استیشن ۴، پلی‌استیشن ۵، اکس‌باکس وان، اکس‌باکس سری اکس/اس                          | بسته الحاقی بازی ویچر ۳                                 |
| ۲۰۱۶    | ویچر ۳: وایلد هانت – خون و شراب  | ویندوز، پلی‌استیشن ۴، پلی‌استیشن ۵، اکس‌باکس وان، اکس‌باکس سری اکس/اس                          | بسته الحاقی بازی ویچر ۳                                 |
| ۲۰۱۸    | گوئنت: بازی کارتی ویچر           | ویندوز، پلی‌استیشن ۴، اکس‌باکس وان، آی‌اواس، اندروید                                          |                                                         |
| ۲۰۱۸    | سلطنت‌شکن: افسانه ویچر            | ویندوز، پلی‌استیشن ۴، اکس‌باکس وان، آی‌اواس، اندروید، نینتندو سویئچ                           |                                                         |
| ۲۰۲۰    | سایبرپانک ۲۰۷۷                   | مایکروسافت ویندوز، پلی‌استیشن ۴، پلی‌استیشن ۵، اکس‌باکس وان، اکس‌باکس سری اکس/اس، گوگل استادیا |                                                         |
| ۲۰۲۳    | سایبرپانک ۲۰۷۷: فانتوم لیبرتی    | ویندوز، پلی‌استیشن ۵، اکس‌باکس سری اکس/اس                                                    | بسته الحاقی بازی سایبرپانک ۲۰۷۷                         |
| به زودی | ویچر ۴                           |                                                                                            | اولین نسخه از یک سه‌گانه با موتور آنریل انجیل ۵          |
| به زودی | ریمیک بازی ویچر                  |                                                                                            | نسخه بازخلق‌شده عنوان ویچر (۲۰۰۷) با موتور آنریل انجیل ۵ |
| به زودی | پروژه هادار                      |                                                                                            | اولین آی پی اورجینال سی‌دی پراجکت                        |
| به زودی | پروژه اوریون                     |                                                                                            | دنباله سایبرپانک ۲۰۷۷                                   |
| به زودی | پروژه سیریوس                     |                                                                                            | بازی جدید در جهان ویچر با حالت چندنفره                  |